# 川上実
川上 実（かわかみ みのる、1948年10月23日 - ）は日本のプロゴルファー。

## 来歴
1973年には九州オープンで小池国夫・鈴木規夫に次ぐ3位タイ、関西プロでは初日・2日目共に69、最終日には65をマークして大場勲と並んでの6位タイに入り、産報クラシックでは初日を西宮辰幸・吉川一雄・田中文雄・金井清一・佐藤精一・川田時志春と共に68の6位タイでスタートした。
1974年の日本オープンでは最終日に66をマークしてイレネオ・レガスピ（フィリピン）と並んでの4位タイ 、1976年の関西オープンでは森岡比佐士と並んでの6位タイに入った。
1975年の日本プロでは風邪で前日は寝込んでおり足が動かず左に引っかけたが、初日にインスタートの13番で70ヤード、18番でグリーン横から20ヤードを直接入れるチップインバーディー2つが効いて、6バーディー、1ボギーで山本善隆と並んでの首位タイで発進。最終的には村上隆・山本・安田春雄・尾崎将司・鷹巣南雄に次ぐと同時に吉川・草壁政治・島田幸作・鈴木を抑え、前田新作・岩下吉久と並んでの6位タイに入った。
1982年のKBCオーガスタでは初日を6バーディー、2ボギーの4アンダー68で秋富由利夫・陳志明（中華民国）・小林恵一と並んでの首位タイでスタートし、2日目は秋富と共にハル・サットン（アメリカ）、内田繁と並んで首位の陳志から2打差2位タイに着け、最終日には内田と共に鈴木と並んでの4位タイに入った。サントリーオープンでは泉川ピート、ビル・ロジャース（アメリカ）、倉本昌弘・尾崎健夫・鈴木に次ぐ6位に入った。
1982年には三重県オープンで優勝し、1983年の兵庫県オープンでは一岡義典・奥寛・十亀賢二・金山和雄を抑えて寺本一郎の2位に入った。
1985年には静岡オープンで湯原信光・泉川・新関善美・岩下と並んでの7位タイ、ブリヂストン阿蘇オープンでは栗原孝・新井規矩雄・金子柱憲・金井清一・安達典夫と並んでの10位タイに入り、1987年には関東国際オープンで優勝。
1990年のデサント大阪オープンでは最終日に67をマークしてアマチュアの楠本研と並んでの6位タイに入り、1991年の関西オープンを最後にレギュラーツアーから引退。
2010年の関西プログランドシニアでは初日に松本紀彦と共にベストスコア70をマークして首位タイ発進し、6位に入り、2022年の関西プロゴールドシニアではエージシュートを達成。
現在はPGA三重プロゴルフ会会員。

## 主な優勝
- 1982年 - 三重県オープン
- 1987年 - 関東国際オープン